# پابلو پیاتی
پابلو دنیل پیاتی (اسپانیایی: Pablo Daniel Piatti‎؛ زادهٔ ۳۱ مارس ۱۹۸۹) بازیکن فوتبال اهل آرژانتین است.
از باشگاه‌هایی که در آن بازی کرده‌است می‌توان به استودیانتس، آلمریا، والنسیا، اسپانیول، تورنتو و الچه اشاره کرد.